# Grover Ligon
Pour les articles homonymes, voir Ligon.
Grover Ligon, né à Kearney (Missouri) le 1er février 1885 et mort à Hollywood (Californie) le 3 mars 1965, est un acteur et cascadeur américain du cinéma muet. 

## Filmographie
Source principale de la filmographie :
- 1913 : Fatty pilote de course (en) (Fatty's Day Off) de Wilfred Lucas (court métrage) : l'invalide en chaise roulante
- 1913 : Mabel fait du cinéma (Mabel's Dramatic Career) de Mack Sennett (court métrage) : un homme dans le public (non crédité)
- 1913 : He Would a Hunting Go (en) de George Nichols (court métrage) : le flic
- 1914 : Fresh Fruit de Jake Jacobs (court métrage) : un client (as G.G. Ligon)
- 1914 : Too Many Brides de Mack Sennett (court métrage) : le ministre
- 1914 : Pour gagner sa vie (Making a Living) de Henry Lehrman (court métrage) : l'homme chauve dans le bureau du journal (non crédité)
- 1914 : Mabel au volant (Mabel at the Wheel) de Mabel Normand et Mack Sennett (court métrage) : Henchman (non crédité)
- 1914 : Charlot garçon de café (Caught in a Cabaret) de Mabel Normand (court métrage) : le barman (non crédité)
- 1914 : Un béguin de Charlot (Caught in the Rain) de Charles Chaplin (court métrage) : un flic (non crédité)
- 1914 : Charlot et Fatty dans le ring (The Knockout) de Charles Avery (court métrage) : un vagabond/un flic (non crédité)
- 1914 : Charlot et les Saucisses (Mabel's Busy Day) de Mack Sennett (court métrage)
- 1914 : Charlot et le Mannequin (Mabel's Married Life) de Charles Chaplin (court métrage) : le barman (non crédité)
- 1914 : Charlot grande coquette (The Masquerader) de Charles Chaplin (court métrage) : un acteur (non crédité)
- 1914 : Charlot rival d'amour (Those Love Pangs) de Charles Chaplin (court métrage) : le patron du cinéma (non crédité)
- 1914 : Zip, the Dodger (en) de Roscoe Arbuckle (court métrage) :
- 1914 : Le Roman comique de Charlot et Lolotte (Tillie's Punctured Romance) de Mack Sennett : un policeman (non crédité)
- 1914 : Charlot nudiste (His Prehistoric Past) de Charles Chaplin (court métrage) : un homme des cavernes (non crédité)
- 1914 : Gussle, the Golfer de Dell Henderson (court métrage) : Second Cop (non crédité)
- 1915 : Les Tribulations de Fatty (Fatty's Reckless Fling) de Roscoe Arbuckle (court métrage) :
- 1915 : Love in Armor de Nick Cogley (court métrage) : Cop
- 1915 : Ambrose's Nasty Temper de Walter Wright (court métrage) : Crook
- 1915 : Our Dare-Devil Chief de Charley Chase (court métrage)
- 1915 : Fatty teinturier (Fatty's Tintype Tangle)  de Roscoe Arbuckle (court métrage)
- 1915 : Le Sous-marin pirate (A Submarine Pirate) de Charles Avery et Syd Chaplin (court métrage - non crédité)
- 1916 : Ambroise millionnaire (A Modern Enoch Arden ) de Clarence G. Badger et  Charles Avery (court métrage)
- 1916 : His Busted Trust de Edward F. Cline (court métrage) :
- 1917 : A Maiden's Trust de Victor Heerman et Harry Williams (court métrage) :
- 1917 : Les Déboires de Philomène (Are Waitresses Safe?) de Hampton Del Ruth et Victor Heerman (court métrage) : dans la salle à manger (rôle non crédité)
- 1921 : Zigoto boulanger (The Bakery) de Larry Semon et Norman Taurog (court métrage) : un ouvrier boulanger
- 1922 : The Show de Larry Semon et Norman Taurog (court métrage) : le policier rasé
- 1924 : Scarem Much de Del Lord (court métrage) : (as Grover Liggon)
- 1924 : Kid Speed de Larry Semon et Noel M. Smith (court métrage) :
- 1925 : The Dome Doctor de Larry Semon (court métrage) :
- 1929 : The Million Dollar Collar de D. Ross Lederman : Scar
- 1931 : Father's Son de William Beaudine : le chauffeur (as Grover Liggon)
- 1933 : La Boule rouge (Blood Money) de Rowland Brown : le chauffeur de taxi (non crédité)
- 1934 : Le Cabochard (The St. Louis Kid) de Ray Enright : le pompiste (non crédité)
- 1935 : Alibi Ike de Ray Enright : le chauffeur de camion (non crédité)
- 1937 : Time Out for Romance de Malcolm St. Clair : Crapshooter (non crédité)